# Endosamara
Endosamara é um género botânico pertencente à família Fabaceae.